# Klovnen (film fra 1917)
 For alternative betydninger, se Klovnen. (Se også artikler, som begynder med Klovnen)
 Klovnen er en dansk stumfilm fra 1917, instrueret af A.W. Sandberg og produceret af Nordisk Film Kompagni. den danske stumfilmsstjerne Valdemar Psilander spiller en af hovedrollerne, filmen udkom efter hans død, men anses for en af hans bedste skuespilspræstationer.
A.W. Sandberg lavede også i 1926 en version af Klovnen med Gösta Ekman i hovedrollen  som Klovnen Joe .

## Handling
Mr. Bunding (Peter Fjelstrup) er cirkusdirektør for Bundings Cirkusselskab. Hans datter Daisy (Gudrun Houlberg) og cirkussets klovn, Joe Higgins (Valdemar Psilander) er vokset op sammen i cirkusset og det ligger i luften at de to en gang skal danne par. En dag overværer den verdenskendte impresario Wilson (Erik Holberg) tilfældigvis en forestilling i cirkusset og bliver meget imponeret over klovnes fortolkning af Pjerrot og tilbyder ham derfor en spændende, og ikke mindst lukrativ, stilling. Joe Higgins accepterer, men kun hvis de tre eneste personer der har betydning i hans liv, cirkusdirektøren, hans kone og datter, kan komme også.
To år senere er Joe en succesfuld klovn der optræder på fine varieteer i storbyen, med det samme nummer som han før turnerede med i forskellige små landsbyer. Joe og Daisy er lykkeligt gift, men Daisy har svært ved at finde sig tilrette i deres nye, mere velhavende, liv. Hver aften følger hun troligt sin mand på arbejde og venter i kulissen på han er færdig med optræden. Hun finder noget trøst i alle livets svære omvæltninger i en grev Henri (Robert Schmidt), en rigtig levemand der hver aften besøger hende i varieteen og gør kur til hende mens hendes mand optræder på scenen. Daisy, der ikke er vant til storbysmanere opfatter hans tilnærmelser som ægte følelser og ikke blot en skørtejægers anstrengelser. Et leder til et andet og snart overrasker Joe sin kone i favnen på en anden mand.
Daisy er ude af sig selv efter sit utroskab. Hun kan ikke bære at have såret sin mand. Og Joe er hårdt ramt, da Daisy havde været hans livs kærlighed og på trods af at det vil fjerne lyset og varmen fra hans liv og efterlade ham i kulde og ensomhed, fortæller Joe alligevel Daisy at de nu må skilles. Hun må flytte til greven.
En år går og grevens sande natur kan ikke længere skjules. Hans følelser for Daisy er kølnet og hun fortryder bittert at have forladt sin mand. En aften tager greven hende og nogle af sine venner og nogle letlevende unge damer med på natcafe. Her støder de tilfældigvis på Joe. Daisy rækker ud efter ham for at bede om tilgivelse, men han afviser hende i foragt. Samme nat kaster Daisy sig vandet for at drukne sig selv. Hun bliver indbragt på hospitalet, men hendes liv står ikke til at redde. Som noget sidste spørger hun til at få lov til at tale med Joe en sidste gang. Med sine sidste ord beder hun om tilgivelse og fortæller at han altid har været hendes eneste kærlighed. Joe sværger at hvis han nogen sinde igen møder den mand der ødelagde hendes liv vil han dræbe ham.

Mange år senere. Joe er blevet en gammel mand. Cirkusdirektøren og hans kone er for længst døde. Livet har været hårdt for Joe, lidt sær sidder han og tænker tilbage på sit livs lykkeligste stunder: tiden med Daisy. En aften ser han pludselig Grev Henri blandt tilskuerne. Han erindre den gamle ed og rammes af vanvid og galskab. Da han skal spille sin rolle tager han en revolver med på scenen. Aldrig har han spillet klovn så godt. Publikummet klapper begejstret. Netop som han skal spille sin finale, retter Joe revolveren mod greven og skyder. Han har nu fuldført sin mission og lader sig viljeløst føre bort. Han retter sine bønner mod himlen: "Daisy, lad mig komme til Dig." Og med et synker han død om. Død af hjerteslag.

## Medvirkende
| Skuespiller        | Rolle                       |
| ------------------ | --------------------------- |
| Valdemar Psilander | Klovnen Joe Higgins         |
| Peter Fjelstrup    | Mr. Bunding, cirkusdirektør |
| Amanda Lund        | Mrs. Bunding                |
| Gudrun Houlberg    | Daisy, Bundings datter      |
| Robert Schmidt     | Grev Henri                  |
| Erik Holberg       | Impressarionen Mr. Wilson   |
| Peter Jørgensen    | Påklæderen                  |
| Daniel Blumenfeldt |                             |
| Aage Hertel        | Tjener hos Grev Henri       |
| Axel Boesen        |                             |
| Aage Lorentzen     |                             |
| Ebba Lorentzen     |                             |

## Titel
udenlandske titler:
- norsk: Klovnen
- svensk: Clownen
- engelsk: The clown
- engelsk: The old clown
- spansk: El clown
- tysk: Der Klown
- tysk: Der tanzende Tor
- fransk: Le fou dansant
- portugisisk: O tresloucado dançarino